# زورن أو إس
زورن أو إس (بالإنجليزية: Zorin OS)‏ هو توزيعة لينكس قائمة على أوبونتو ومصممة خصيصًا للوافدين الجدد إلى لينكس. يستخدم زورن أو إس بيئة سطح مكتب جنوم 3 وإكسفس 4 افتراضيًا وتم تخصيصها جذريًا لتحاكي واجهة ويندوز وماك أو إس.
توزيعة زورن أو إس تأتي مع واين وبلاي أون لينكس لكي تتيح للمستخدمين تشغيل العديد من برمجيات ويندوز مثل مايكروسوفت أوفيس.
لدى التوزيعة ثلاث نسخ مجانية وإصدار احترافي.

## الميزات
زورن أو إس رسومي بالكامل ويستخدم إصدارات أوبنتو ذات دعم طويل الأمد لضمان الاستقرار والأمان. كما يستخدم مستودعاته الخاصة كما المثل مع مستودعات أوبونتو للبرمجيات، تلك المستوعات قابلة للوصول باستخدام أوامر الأداة المتقدمة للحزم على طرفية لينكس أو باستخدام مدير برمجيات قائم على واجهة رسومية بتجربة مشابهة لمتاجر التطبيقات لمن لا يريد استخدام الطرفية.
يأتي مع نظام التشغيل عدة سمات وتخطيطات لتعديل بيئة سطح المكتب، هذه التخطيطات مشابهة سطح مكتب ويندوز وماك وأوبنتو لتكون مألوفة للوافدين الجدد بغض النظر عن نظامهم السابق.
بعض هذه التخطيطات مدفوعة كما أن جميع بيئات سطح المكتب القائمة على جنوم قابلة للتحرير باستخدام ملحقات جنوم.

## متطلبات التشغيل[14]
- وحدة المعالجة المركزية: 1 جيجاهرتز ثنائية النواة 64-بت.
- ذاكرة الوصول العشوائي: 1 و½ جيجابايت.
- التخزين: 15 جيجابايت للنسخة الأساسية (بالإنجليزية: Core)‏ أو 32 جيجابايت للنسخة التعليمية (بالإنجليزية: Education)‏ أو 40 جيجابايت للنسخة الاحترافية المدفوعة (بالإنجليزية: Pro)‏.
- شاشة: عرض 1024 وارتفاع 768.